# Микроскопија скенирајућом сондом
Микроскопија скенирајућом сондом (МСС) (енгл. Scanning Probe Microscopy - SPM) је област микроскопије која се заснива на употреби мерног уређаја неке физичке величине (сонда) чијим се релативним кретањем у односу на снимани узорак (скенирање) врши мерење вредности физичке величине у равномерно распоређеним тачкама узорка на основу чега се реконструише изглед површине (мерене физичке величине) за цео узорак.
На принципу МСС раде савремени електронски микроскопи али и микроскоп атомских сила и скенирајући тунелски микроскоп. Разлика између ових технологија је у конструкцији сонде и избору физичке величине на основу које се врши реконструкција изгледа узорка.